# 東旭苑

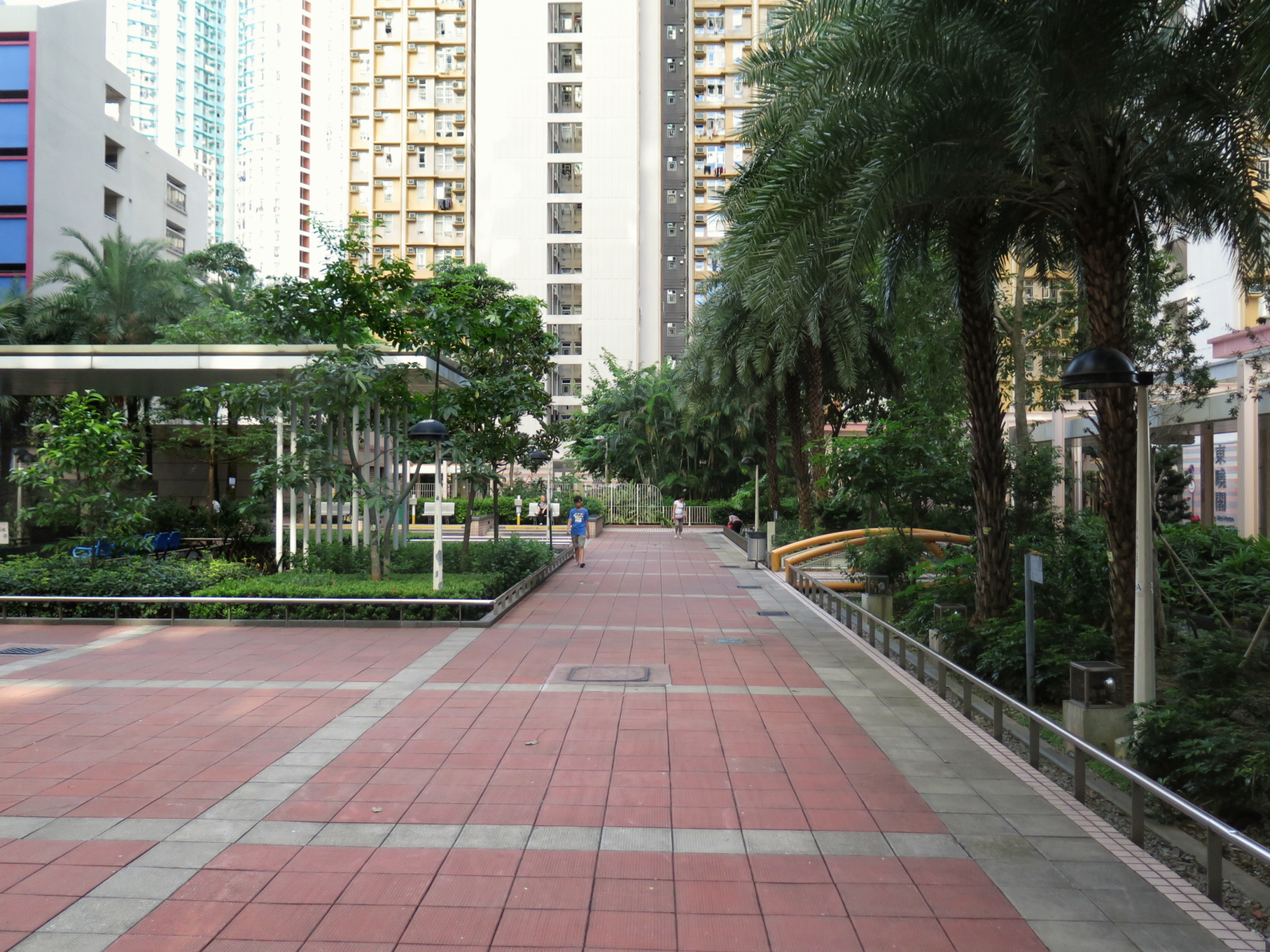
戶外空間

東旭苑（英語：Tung Yuk Court）是位於香港東區筲箕灣愛秩序灣填海區筲箕灣內地段847號的一個居者有其屋計劃屋苑。屋苑於2001年落成，由香港房屋委員會發展，由劉榮廣伍振民建築師（香港）有限公司設計，順成建築有限公司承建，共有五座40層高的康和一型第二款大廈，間格劃一為三睡房兩廳（客廳與飯廳，其中一間為主人套房）設計，單位原裝為梗房設計，每戶建築面積約77平方米，是香港島首個採用康和式設計的居屋屋苑。
東旭苑同鄰近的東濤苑均是香港島以致全香港綠表市場售價高的屋苑之一。 2018年5月，本屋苑一個650平方呎的高層單位，未補地價以893萬港元成交，呎價13,738港元，創全港二手居屋售價及呎價的新高記錄。

## 屋苑資料
東旭苑所處位置原本是愛秩序灣，後來政府決定填海，成為新填海區，用以發展公共屋邨（愛東邨）及居屋屋苑（愛蝶灣、東旭苑及東濤苑）。屋苑向北的部分單位均向望向筲箕灣避風塘、維多利亞港及九龍對岸的景緻，而南面則望向大潭山。

### 樓宇
| 樓宇名稱（座號）     | 樓宇類型       | 落成年份 | 層數 | 每層伙數 | 每座單位總數（伙） | 建築師                   | 承建商           | 期數                   | 提供升降機的廠商 |
| -------------------- | -------------- | -------- | ---- | -------- | ------------------ | ------------------------ | ---------------- | ---------------------- | ---------------- |
| 東景閣（A座／第4座） | 康和一型第二款 | 2001年   | 40   | 8        | 320                | 劉榮廣伍振民建築師事務所 | 順成建築有限公司 | 2 （愛秩序灣發展計劃） | 蒂森             |
| 東緻閣（B座／第5座） | 康和一型第二款 | 2001年   | 40   | 8        | 320                | 劉榮廣伍振民建築師事務所 | 順成建築有限公司 | 2 （愛秩序灣發展計劃） | 蒂森             |
| 東曉閣（C座／第6座） | 康和一型第二款 | 2001年   | 40   | 8        | 320                | 劉榮廣伍振民建築師事務所 | 順成建築有限公司 | 2 （愛秩序灣發展計劃） | 蒂森             |
| 東麗閣（D座／第7座） | 康和一型第二款 | 2001年   | 40   | 8        | 320                | 劉榮廣伍振民建築師事務所 | 順成建築有限公司 | 2 （愛秩序灣發展計劃） | 蒂森             |
| 東寧閣（E座／第8座） | 康和一型第二款 | 2001年   | 40   | 8        | 320                | 劉榮廣伍振民建築師事務所 | 順成建築有限公司 | 2 （愛秩序灣發展計劃） | 蒂森             |

（註：第1-3及9-10座指同一項目內的愛東邨，故此略去有關座號。上述座號是以房屋署Estate Property的記錄為依歸。）

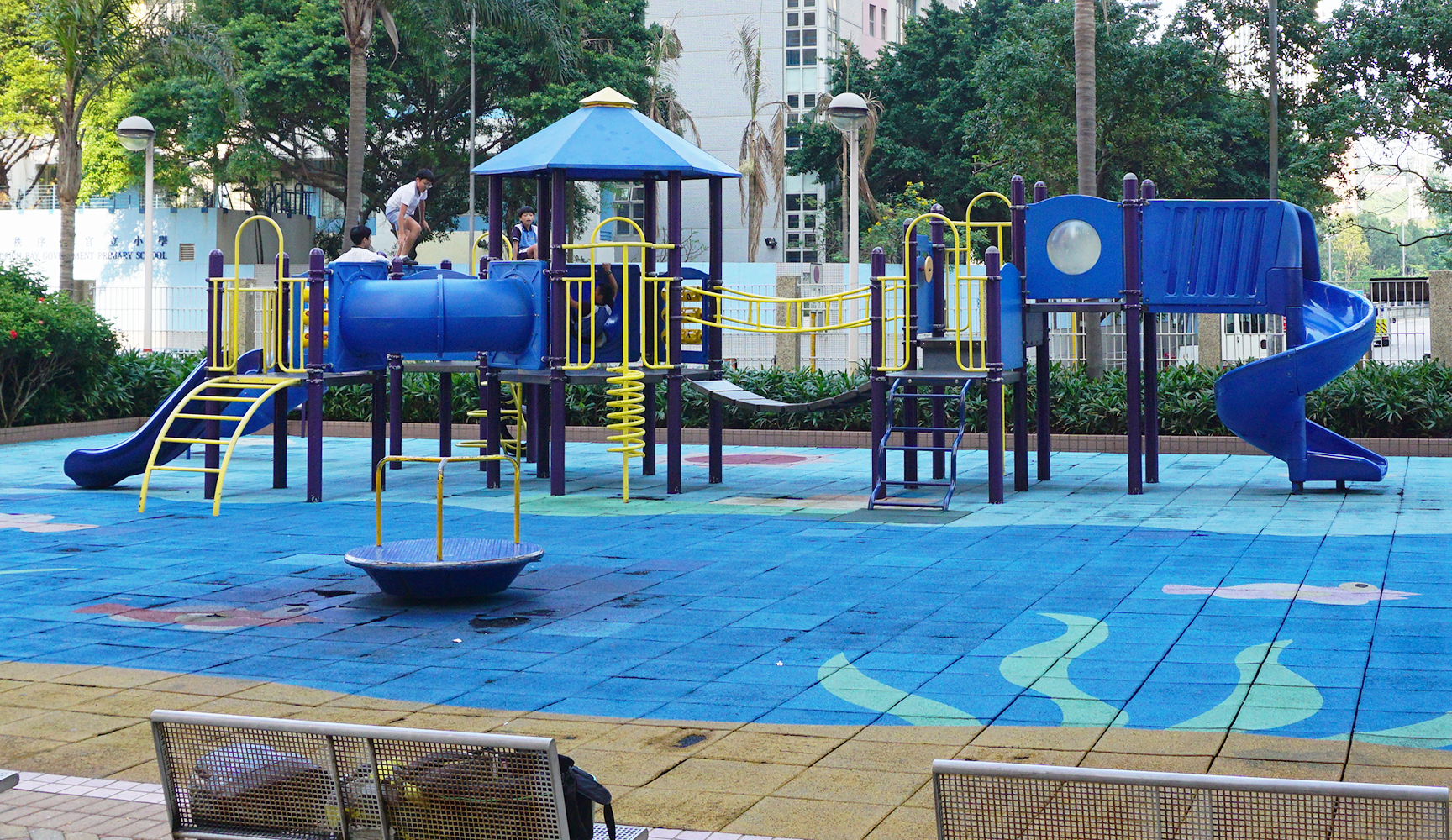
團團轉及滑梯
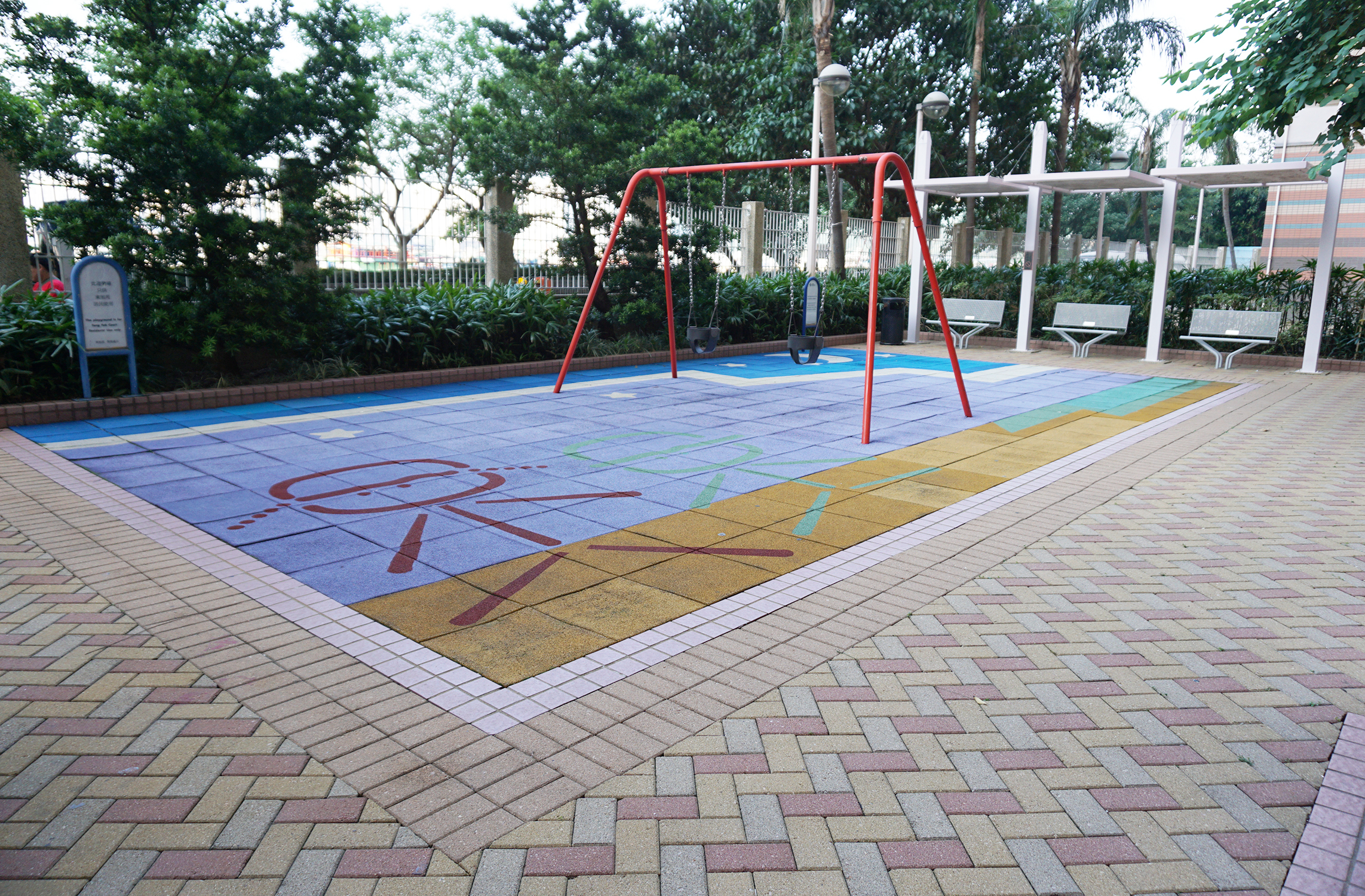
幼童鞦韆
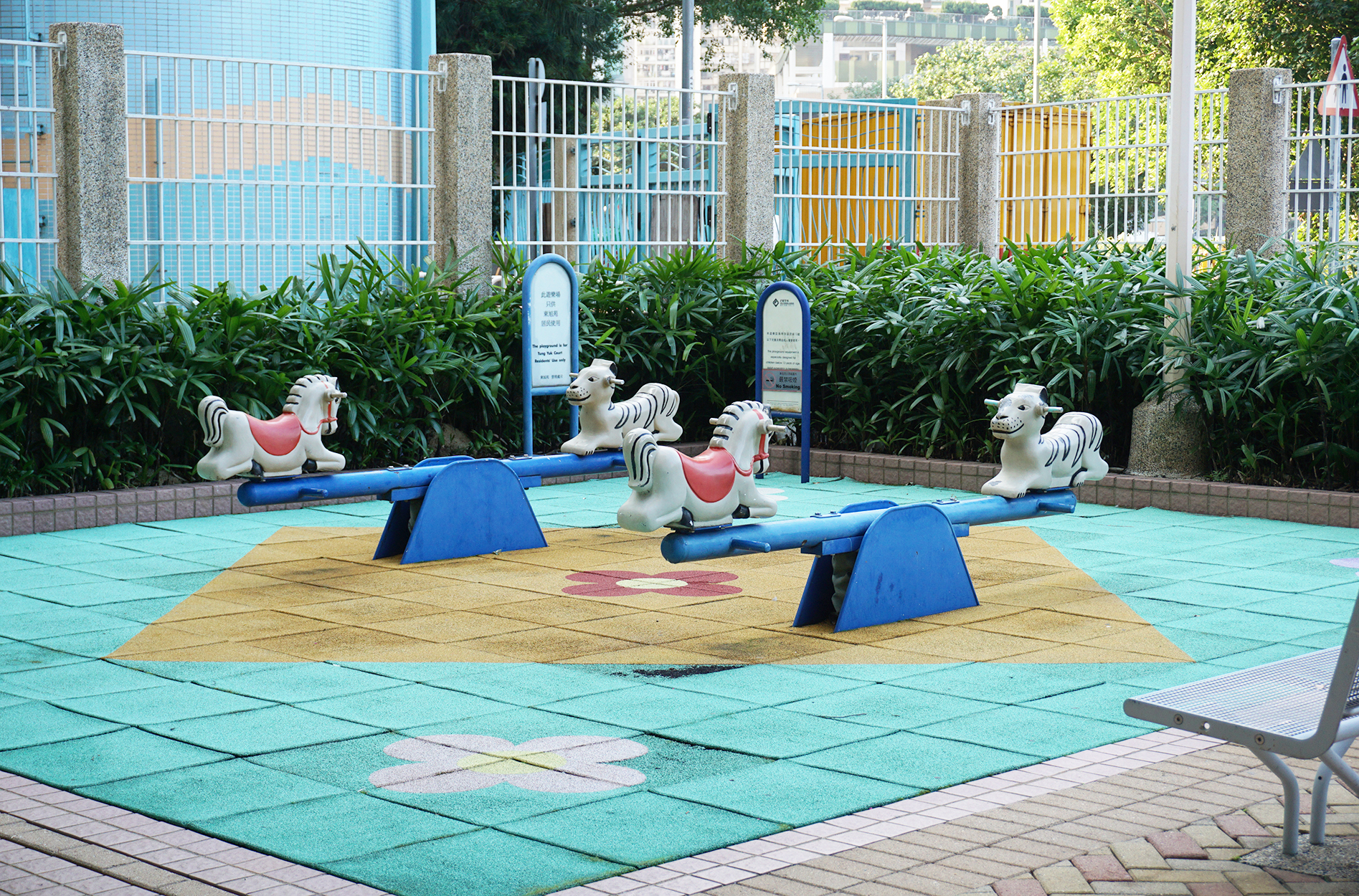
搖搖板
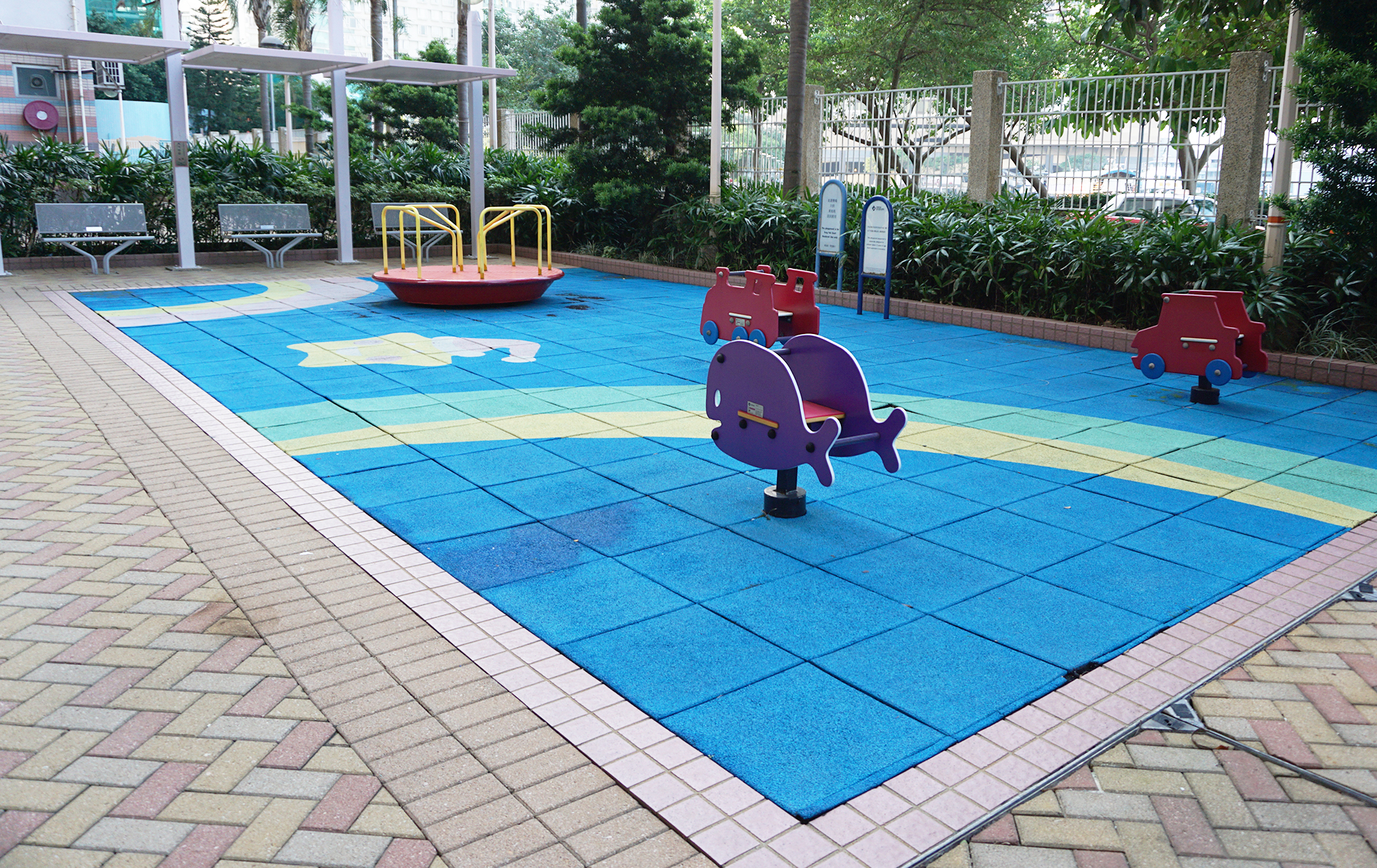
彈簧椅